# Jason White (rugbista)
Jason Phillip Randall White (Edimburgo, 17 aprile 1978) è un ex rugbista a 15 britannico, internazionale per la Scozia, della quale è stato il capitano. Militava nel ruolo di terza centro o flanker nel Clermont-Auvergne.

## Palmarès
- Campionati francesi: 1
Clermont: 2009-10